# Bolitoglossa mombachoensis
Bolitoglossa mombachoensis é uma espécie de anfíbio caudado pertencente à família Plethodontidae, sub-família Plethodontinae.